# 31 tháng 12
Ngày 31 tháng 12 là ngày thứ 365 (366 trong năm nhuận) trong lịch Gregory. Đây là ngày cuối cùng trong năm trước khi chuyển giao từ năm cũ sang năm mới.

## Sự kiện
- 1225 – Khởi đầu Nhà Trần trong lịch sử Việt Nam. Sau khi xuống chiếu nhường ngôi, Lý Chiêu Hoàng bỏ hoàng bào mời chồng là Trần Cảnh lên ngôi hoàng đế, Vương triều Lý chấm dứt tồn tại, tức ngày Mậu Dần (1) tháng 12 năm Ất Dậu.
- 1600 – Nữ vương Elizabeth I cấp giấy phép cho Thống đốc và Công ty thương mại của London tới Đông Ấn, một trong những công ty cổ phần đầu tiên của Anh Quốc.
- 1660 – Quốc vương Louis XIV của Pháp phong cho James II của Anh là Công tước xứ Normandy.
- 1687 – Huguenot lần đầu căng buồm đi từ Pháp đến Mũi Hảo Vọng.
- 1757 – Nữ hoàng Elizaveta của Nga ban chiếu chỉ hợp nhất Königsberg vào Nga.
- 1796 – Baltimore được hợp nhất thành một thành phố.
- 1857 – Nữ vương Victoria của Anh lựa chọn Ottawa làm thủ đô của Canada, khu vực này khi đó là một thị trấn lâm nghiệp.
- 1862 – Nội chiến Hoa Kỳ: Tổng thống Abraham Lincoln ký một đạo luật kết nạp Tây Virginia và Liên bang, do vậy Virginia bị tách làm đôi.
- 1862 – Nội chiến Hoa Kỳ: Trận Stones River bắt đầu gần Murfreesboro, Tennessee.
- 1878 – Kỹ sư người Đức Carl Benz yêu cầu nhận bằng sáng chế đối với động cơ hai thì đầu tiên mà ông tin tưởng, và được trao bằng sáng chế vào năm 1879.
- 1879 – Thomas Edison lần đầu tiên chứng minh đèn sợi đốt trước công chúng tại Edison, New Jersey, Hoa Kỳ.
- 1906 – Quốc vương Mozaffar al-Din Shah Qajar ký vào bản Hiến pháp Ba Tư năm 1906.
- 1907 – Lễ đón giao thừa lần đầu tiên được tổ chức tại Quảng trường Thời đại (khi đó gọi là Quảng trường Longacre) tại thành phố New York, Hoa Kỳ.
- 1923 – Tiếng chuông từ tháp Big Ben lầu đầu được phát qua sóng phát thanh thông qua BBC.
- 1944 – Chiến tranh thế giới thứ hai: Hungary tuyên chiến với Đức.
- 1946 – Tổng thống Hoa Kỳ Harry S. Truman chính thức tuyên bố chấm dứt các chiến sự trong Chiến tranh thế giới thứ hai.
- 1951 – Kế hoạch Marshall mãn hạn sau khi phân bổ hơn 13,3 tỷ đô la Mỹ viện trợ nước ngoài để tái thiết châu Âu.
- 1954 – Ngân hàng Quốc gia Việt Nam được hình thành
- 1955 – General Motors trở thành công ty đầu tiên của Hoa Kỳ kiếm được trên 1 tỷ đô la Mỹ một năm.
- 1963 – Khai mạc buổi họp thống nhất các đoàn thể Phật giáo ở Việt Nam, thành lập Giáo hội Phật giáo Việt Nam Thống nhất.
- 1965 – Lãnh đạo quân đội Trung Phi Jean-Bédel Bokassa tiến hành đảo chính chống lại chính phủ của Tổng thống David Dacko.
- 1991 – Toàn bộ các thể chế chính thức của Liên Xô ngừng hoạt động vào ngày này, Liên Xô hoàn toàn tan rã.
- 1992 – Tiệp Khắc giải thể một cách hòa bình, hình thành nên hai quốc gia độc lập mới là Séc và Slovakia.
- 1994 – Ngày này bị bỏ qua tại Kiribati do Quần đảo Phoenix và Quần đảo Line đổi múi giờ từ UTC-11 sang UTC+13 và từ UTC-10 sang UTC+14, tương ứng.
- 1999 – Chính phủ Hoa Kỳ trao lại quyền kiểm soát Kênh đào Panama và vùng đất liền kề cho Panama theo hiệp ước ký kết vào năm 1977.
- 1999 – Thủ tướng Nga Vladimir Putin làm quyền tổng thống, tiếp nhận từ Tổng thống Nga Boris Yeltsin từ nhiệm.
- 2004 – Tòa nhà Đài Bắc 101 được khánh thành tại Đài Loan, là cao ốc cao nhất thế giới vào đương thời.
- 2015 – IUPAC chính thức công bố quyền đặt tên nguyên tố thứ 113 cho viện nghiên cứu RIKEN của Nhật Bản.
- 2022 – Đoạn đường cao tốc Cam Lộ – La Sơn của Đường cao tốc Bắc – Nam phía Đông đã chính thức khánh thành và được đi vào vận hành. Đây là dự án cao tốc thứ hai của dự án Đường cao tốc Bắc – Nam phía Đông giai đoạn 2017 – 2020 được vận hành chính thức.

## Sinh
- 1378 – Giáo hoàng Calixtô III (m. 1458)
- 1491 – Jacques Cartier, nhà thám hiểm người Pháp (m. 1557)
- 1514 – Andreas Vesalius, nhà giải phẫu học sinh tại lãnh thổ nay thuộc Bỉ (m. 1564)
- 1754 – Nguyễn Phúc Thuần, hiệu là Định vương, chúa Nguyễn thứ 8 của Đàng Trong (m. 1777).
- 1815 – George G. Meade, tướng lĩnh quân đội người Mỹ (m. 1872)
- 1830 – Isma'il Pasha, chính trị gia người Ai Cập (m. 1895)
- 1838 – Émile Loubet, chính trị gia người Pháp, tổng thống của Pháp (m. 1929)
- 1842 – Giovanni Boldini, họa sĩ người Ý (m. 1931)
- 1869 – Henri Matisse, họa sĩ người Pháp (m. 1954)
- 1870 – Mbah Gotho, người sống thọ nhất thế giới
- 1878 – Horacio Quiroga, tác gia, nhà thơ người Uruguay-Argentina (m. 1937)
- 1880 – George Marshall, tướng lĩnh và chính trị gia người Mỹ, đoạt giải Nobel (m. 1959)
- 1904 – Umm Kulthum, ca sĩ và diễn viên người Ai Cập (m. 1975)
- 1922 – Nguyễn Lam, chính trị gia người Việt Nam (m. 1990)
- 1925 – Irina Korschunow, nhà văn người Đức-Nga
- 1931 – Hải Ninh, đạo diễn người Việt Nam (m. 2013)
- 1937 – 
  - Avram Hershko, nhà sinh vật học người Israel, đoạt giải Nobel
  - Anthony Hopkins, diễn và nhà soạn nhạc người Anh Quốc-Hoa Kỳ
- 1941 – Alex Ferguson, cầu thủ và huấn luyện viên bóng đá người Scotland
- 1943 – 
  - John Denver, ca sĩ, tay chơi guitar, và diễn viên người Mỹ (m. 1997)
  - Ben Kingsley, diễn viên người Anh
- 1948 – Donna Summer, ca sĩ, diễn viên Mỹ (m. 2012)
- 1960 – Steve Bruce, cầu thủ bóng đá người Anh
- 1965 – Củng Lợi, diễn viên người Trung Quốc
- 1972 – Grégory Coupet, thủ môn bóng đá người Pháp
- 1977 – PSY, ca sĩ, nhà sản xuất âm nhạc người Hàn Quốc
- 1980 – Beto Gonçalves, cầu thủ bóng đá người Indonesia-Brazil
- 1987 – Uyên Linh, ca sĩ người Việt Nam
- 1989 - Quỳnh Như, nữ ca sĩ người Việt Nam
- 1990 – Mai Ngọc, người dẫn chương trình, biên tập viên của Đài Truyền hình Việt Nam.
- 1992 – Hoàng Hạnh, đại diện của Việt Nam tại Hoa hậu Trái Đất 2019

## Mất
- 192 – Commodus, hoàng đế La Mã
- 335 – Giáo hoàng Sylvestrô
- 669 – Lý Thế Tích, tướng lĩnh và chính trị gia triều Đường, tức ngày Mậu Thân (3) tháng 12 năm Kỉ Tị (s. 594)
- 1384 – John Wycliffe, nhà thần học và phiên dịch người Anh (s. khoảng 1328)
- 1650 – Đa Nhĩ Cổn, tướng lĩnh, thân vương, chính trị gia, nhiếp chính vương của triều Thanh, tức 9 tháng 12 năm Canh Dần (s. 1612)
- 1691 – Robert Boyle, nhà hóa học và vật lý học người Ireland (s. 1627)
- 1719 – John Flamsteed, nhà thiên văn người Anh (s. 1646)
- 1876 – Catherine Labouré, nữ tu người Pháp được phong thánh (s. 1806)
- 1877 – Gustave Courbet, họa sĩ người Pháp (s. 1819)
- 1889 – Ion Creanga, tác gia và học giả người Romania (s. 1837)
- 1936 – Miguel de Unamuno, nhà văn, nhà triết học người Tây Ban Nha (s. 1864)
- 1967 – Hoàng Việt, nhạc sĩ người Việt Nam (s. 1928)
- 1985 – Ricky Nelson, ca sĩ Mỹ (s. 1940)
- 1990 – Vasili Lazarev, nhà du hành vũ trụ người Liên Xô (s. 1928)
- 1993 – Zviad Gamsakhurdia, tổng thống Gruzia đầu tiên (s. 1939)
- 2004 – Gérard Debreu, nhà kinh tế học và toán học người Pháp, đoạt giải Nobel (s. 1921)